# Tapolcai járás
A Tapolcai járás Veszprém vármegyéhez tartozó járás Magyarországon, amely 2013-ban jött létre. Székhelye Tapolca. Területe 540,30 km², népessége 34 689 fő, népsűrűsége pedig 64 fő/km² volt 2013 elején. 2013. július 15-én két város (Tapolca és Badacsonytomaj) és 31 község tartozott hozzá.
A Tapolcai járás a járások 1983-as megszüntetéséig is létezett, az 1950-es megyerendezésig Zala vármegyéhez, azután Veszprém megyéhez tartozott. Székhelye az állandó járási székhelyek kijelölése (1886) óta mindvégig Tapolca volt.

## Települései
| Település         | Rang (2013. július 15.) | Közös hivatal  | Kistérség (2013. január 1.) | Népesség (2013. január 1.) | Terület (km²) |
| ----------------- | ----------------------- | -------------- | --------------------------- | -------------------------- | ------------- |
| Tapolca           | járásszékhely város     | Tapolca        | Tapolcai                    | 15 966                     | 63,46         |
| Ábrahámhegy       | község                  | Kővágóörs      | Tapolcai                    | 441                        | 14,88         |
| Badacsonytomaj    | város                   |                | Tapolcai                    | 2 178                      | 32,71         |
| Badacsonytördemic | község                  | Szigliget      | Tapolcai                    | 871                        | 10,25         |
| Balatonederics    | község                  | Lesencetomaj   | Tapolcai                    | 1 030                      | 18,59         |
| Balatonhenye      | község                  | Kővágóörs      | Tapolcai                    | 113                        | 11,73         |
| Balatonrendes     | község                  | Kővágóörs      | Tapolcai                    | 134                        | 6,76          |
| Gyulakeszi        | község                  | Tapolca        | Tapolcai                    | 710                        | 9,67          |
| Hegyesd           | község                  | Monostorapáti  | Tapolcai                    | 162                        | 11,05         |
| Hegymagas         | község                  | Szigliget      | Tapolcai                    | 272                        | 7,89          |
| Kapolcs           | község                  | Monostorapáti  | Tapolcai                    | 370                        | 13,98         |
| Káptalantóti      | község                  | Szigliget      | Tapolcai                    | 452                        | 11,73         |
| Kékkút            | község                  | Kővágóörs      | Tapolcai                    | 81                         | 3,68          |
| Kisapáti          | község                  | Szigliget      | Tapolcai                    | 326                        | 6,89          |
| Kővágóörs         | község                  | Kővágóörs      | Tapolcai                    | 819                        | 22,09         |
| Köveskál          | község                  | Kővágóörs      | Tapolcai                    | 361                        | 14,49         |
| Lesencefalu       | község                  | Lesencetomaj   | Tapolcai                    | 321                        | 7,18          |
| Lesenceistvánd    | község                  | Lesenceistvánd | Tapolcai                    | 949                        | 17,38         |
| Lesencetomaj      | község                  | Lesencetomaj   | Tapolcai                    | 1 141                      | 24,08         |
| Mindszentkálla    | község                  | Kővágóörs      | Tapolcai                    | 269                        | 10,84         |
| Monostorapáti     | község                  | Monostorapáti  | Tapolcai                    | 1 176                      | 25,59         |
| Nemesgulács       | község                  | Szigliget      | Tapolcai                    | 926                        | 8,35          |
| Nemesvita         | község                  | Lesencetomaj   | Tapolcai                    | 325                        | 9,25          |
| Raposka           | község                  | Tapolca        | Tapolcai                    | 221                        | 4,9           |
| Révfülöp          | nagyközség              | Kővágóörs      | Tapolcai                    | 1 187                      | 10,36         |
| Salföld           | község                  | Kővágóörs      | Tapolcai                    | 72                         | 5,18          |
| Sáska             | község                  | Monostorapáti  | Tapolcai                    | 289                        | 37,48         |
| Szentbékkálla     | község                  | Kővágóörs      | Tapolcai                    | 189                        | 10,7          |
| Szigliget         | község                  | Szigliget      | Tapolcai                    | 814                        | 34,26         |
| Taliándörögd      | község                  | Monostorapáti  | Tapolcai                    | 754                        | 28,08         |
| Uzsa              | község                  | Lesenceistvánd | Tapolcai                    | 333                        | 11,5          |
| Vigántpetend      | község                  | Monostorapáti  | Tapolcai                    | 199                        | 11,19         |
| Zalahaláp         | község                  | Lesenceistvánd | Tapolcai                    | 1 238                      | 24,13         |